# 許釗滂
許釗滂（1955年9月23日—），是一名臺灣攝影師。1978年開始學習攝影，1989年從事專業廣告攝影，1995年成立攝影藝術館。

## 獎項
- 第8屆 南瀛美展攝影類入選佳作
- 第16屆 台北市美展攝影類入選

### 全省美展
台灣省全省美術展覽會，曾為臺灣最大規模的美術展覽會，已於第60屆停辦。並與全國美術展覽會整併，改為全國美術展與臺灣美術雙年展。
- 第12屆 攝影類入選
- 第14屆 攝影類入選
- 第40屆 攝影類優選
- 第43屆 攝影類入選（兩幅）

## 書籍
- 《滂湃溪谷情: 許釗滂溪谷攝影集》 [1]
- 《南瀛母親河：曾文溪風情攝影專輯》[2]
- 《人．文．貳零壹貳 》[3]
- 《行旅玉山》[4]
- 《心鏡‧新境：許釗滂攝影作品專輯》[5]
- 《映像澎湖南方四島》[6]